# Voss (gemeente)
Voss herad is een gemeente in de Noorse provincie Vestland. 
De gemeente telt 15.543 inwoners (2019).
De gemeente is een van de gemeenten die in het Nynorsk worden aangeduid met de term herad in plaats van kommune, zoals de voormalige gemeente Voss. Voor op 1 januari 2020 de nieuwe gemeente gevormd werd door de fusie met Granvin werd deze laatste gemeente aangeduid met de term herad en de fusiegemeente heeft de term overgenomen. Voor de fusie maakten beide gemeente deel uit van de op dezelfde dag opgeheven provincie Hordaland.
De hoofdplaats van de gemeente is Vossevangen, waarin zich ook het station Voss bevindt. In de gemeente bevinden zich ook de stations Bolstadøyri, Bulken, Evanger, Granvin, Mjølfjell, Nesheim, Reimegrend, Urdland en Ygre.

## Plaatsen in de gemeente
- Granvin
- Mønshaugen/Bjørgum
- Skulestadmoen
- Vossevangen

## Geboren
- Kari Traa (1974), freestyleskiester